# Sveriges statsminister
Sveriges statsminister är Sveriges regeringschef. Statsministern leder regeringen, vars statsråd utses av statsministern, samt är myndighetschef för Regeringskansliet. Sedan 1975 väljs statsministern av riksdagen på talmannens förslag, och det är talmannen som utfärdar förordnandet på riksdagens vägnar.
Ämbetet som Sveriges statsminister inrättades den 20 mars 1876. Statsministern blev chef för regeringen. Fram till dess hade det funnits två statsministrar, en justitiestatsminister, som då statsministerposten infördes i stället blev justitieminister och en utrikesstatsminister som då i stället blev utrikesminister, men även om de två formellt var de främsta ministrarna hade ingen av dem fungerat som regeringschef. Fram till 1876 leddes regeringens arbete av statschefen (Konungen), regeringen kallades även fram till 1974 officiellt för Kungl. Maj:t..

## Historia

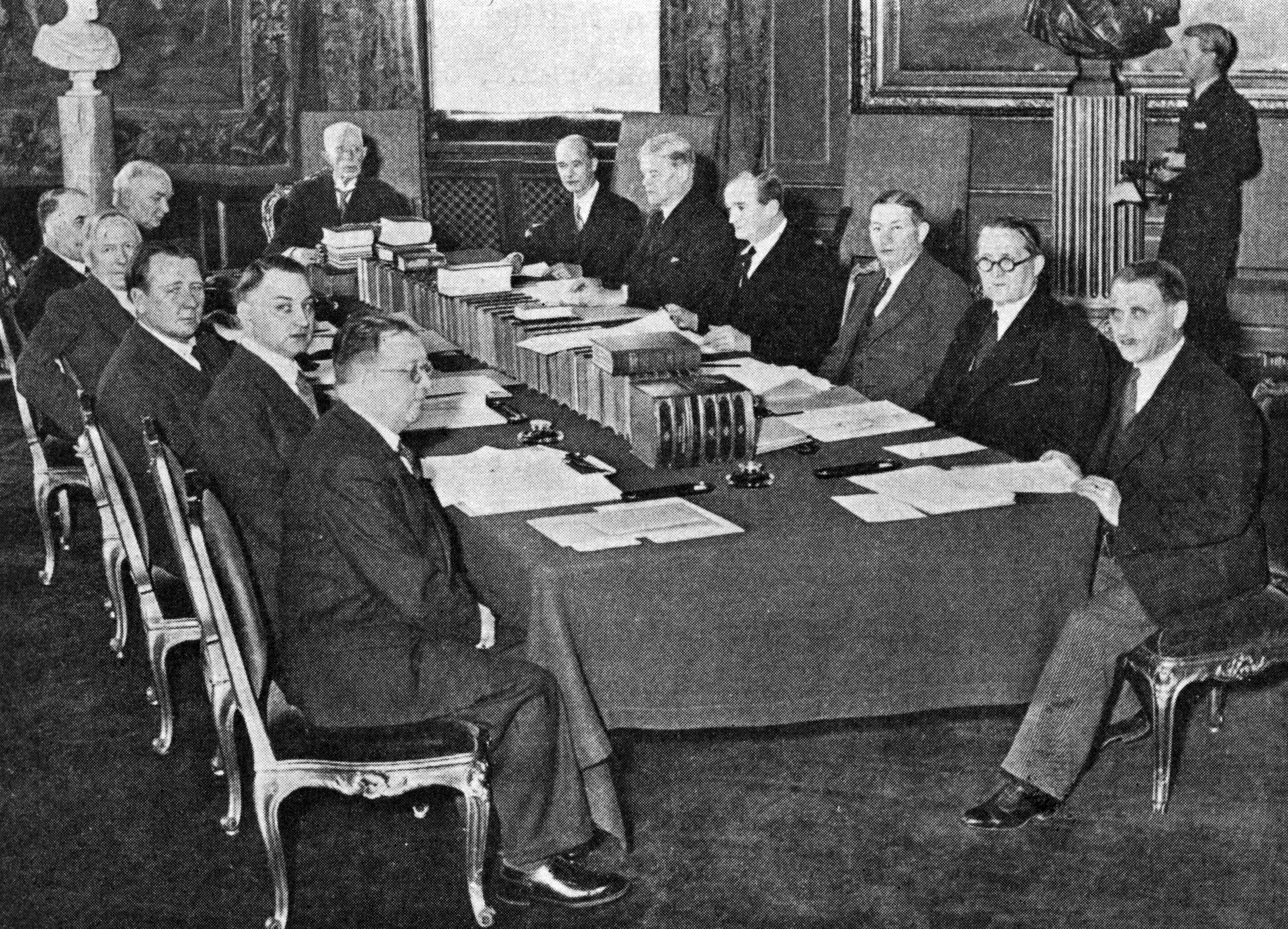
Statsminister Per Albin Hansson med sin ministär i konselj med Kung Gustaf V i Konseljsalen på Stockholms slott 1938.

1809 infördes i Sverige genom den nya regeringsformen titlarna justitiestatsminister och utrikesstatsminister, som ersatte den tidigare kanslipresidenten. Dessa var de främsta ledamöterna av Statsrådet (regeringen) men hade inte ställning av regeringschef, vilket istället tillföll kungen. Utrikesstatsministern blev den högste ämbetsmannen inom Kunglig Majestäts kansli samtidigt som den informella positionen som den ledande ministern kunde flyta mellan olika statsråd, om nu en sådan position återfanns, men i och med Louis De Geers tillträde som justitiestatsminister 1858 började just denna post anses vara statsrådets främsta.
Vid en reform av 1809 års regeringsform under 1876 bestämdes det att det skulle finnas en statsminister, som skulle vara den främste inom ministären i Statsrådet, medan ett annat statsråd blev chef för justitiedepartementet (och därmed kom att kallas justitieminister).
| ”                                                     | §5 Statsrådet skall bestå af tio ledamöter, bland hvilka Konungen utnämne en att vara Statsminister och Statsrådets främste ledamot. Desse ega att alla i Statsrådet förekommande ärenden öfvervara. Ej må fader och son eller bröder på en gång vara ledamöter af Statsrådet. §34 Statsministern och Ministern för utrikes ärendena innehafve rikets högsta värdighet, och Statsråden den närmaste derintill. Ledamot af Statsrådet må icke tillika annat embete utöfva, ej heller några inkomster deraf uppbära. Justitieråd må ej tillika annat embete innehafva eller utöfva. | „ |
| – §§5 & 34, 1809 års regeringsform i 1876 års lydelse | |   |

Utrikesstatsministern blev minister för utrikes ärendena, i dagligt tal utrikesminister. Sveriges förste statsminister blev just Louis De Geer, som fram till dess hade varit justitiestatsminister. Han tillträdde posten den 20 mars 1876.
Under åren 1876 till 1974 var statsministerns officiella titel "Hans Excellens statsministern". Totalt fanns det tre personer med excellenstitel "excellenserna", som förutom statsministern var ministern för utrikes ärendena och riksmarskalken. Den siste statsministern som i Sverige brukade excellenstiteln var Olof Palme.
| ”                                                 | Konungen förordnar om nytt val i hela riket till riksdagen (nyval), om statsministern begär det. Efter nyval må förordnande om sådant val ej ånyo meddelas förrän fem månader förflutit från den nyvalda riksdagens första sammanträde. Har förordnande om nyval meddelats, må riksdagssession avbrytas. Beslut därom meddelas av Konungen på statsministerns begäran. | „ |
| – §108, 1809 års regeringsform i 1969 års lydelse | |   |

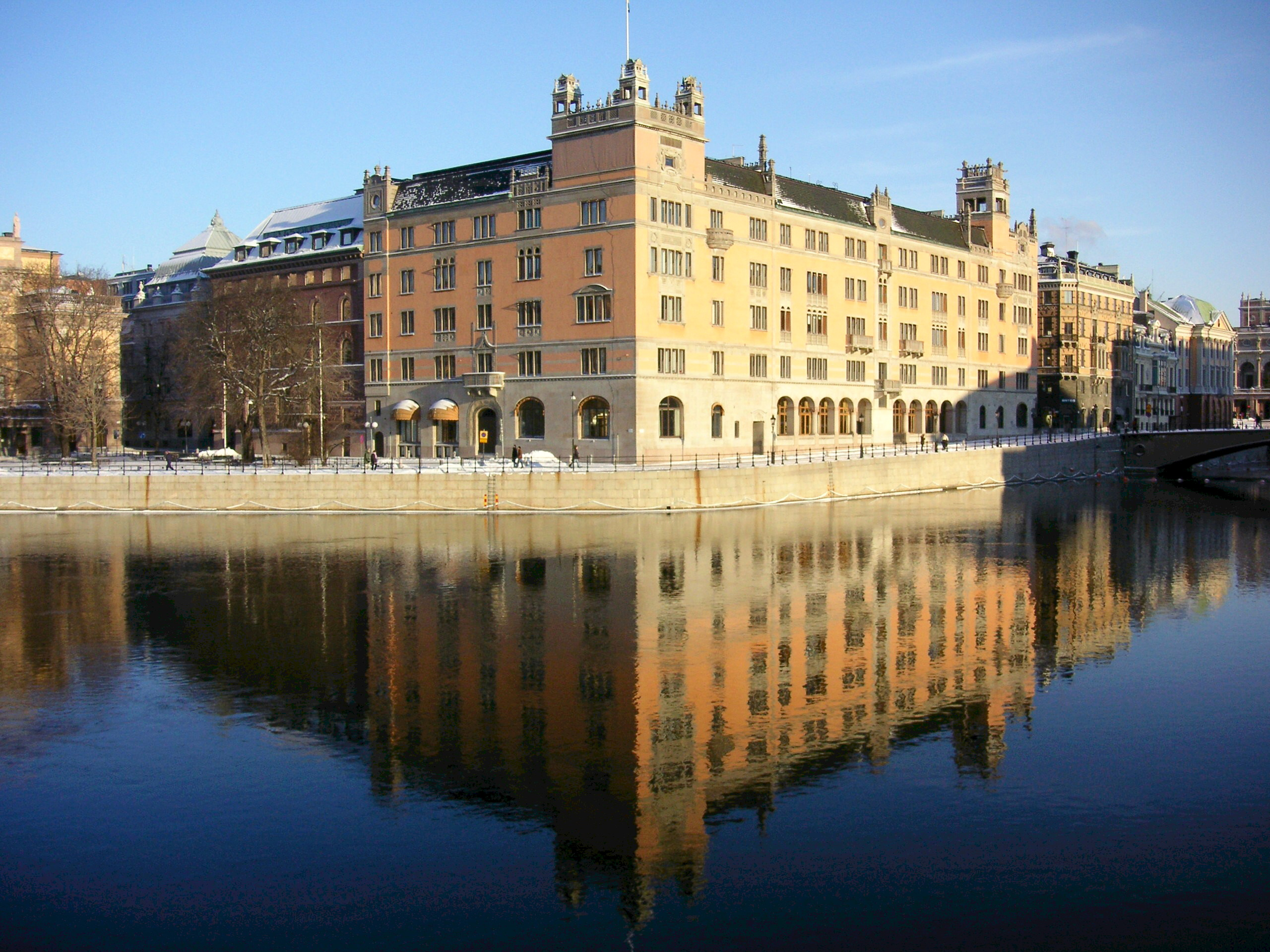
Rosenbad i Stockholm är statsministerns huvudsakliga arbetsplats, sedan 1981.
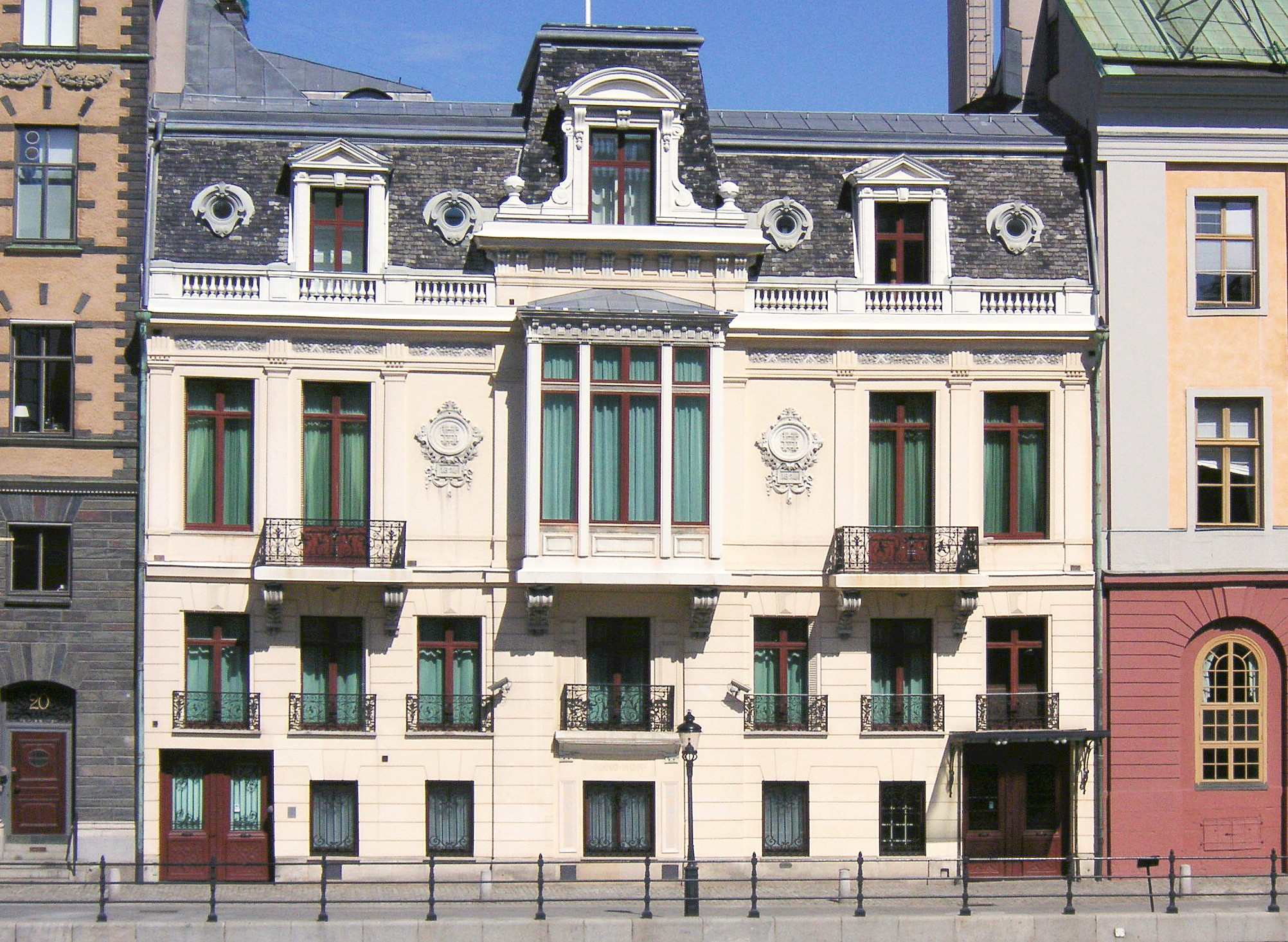
Sagerska huset i Stockholm, statsministerns officiella residens, sedan 1995.
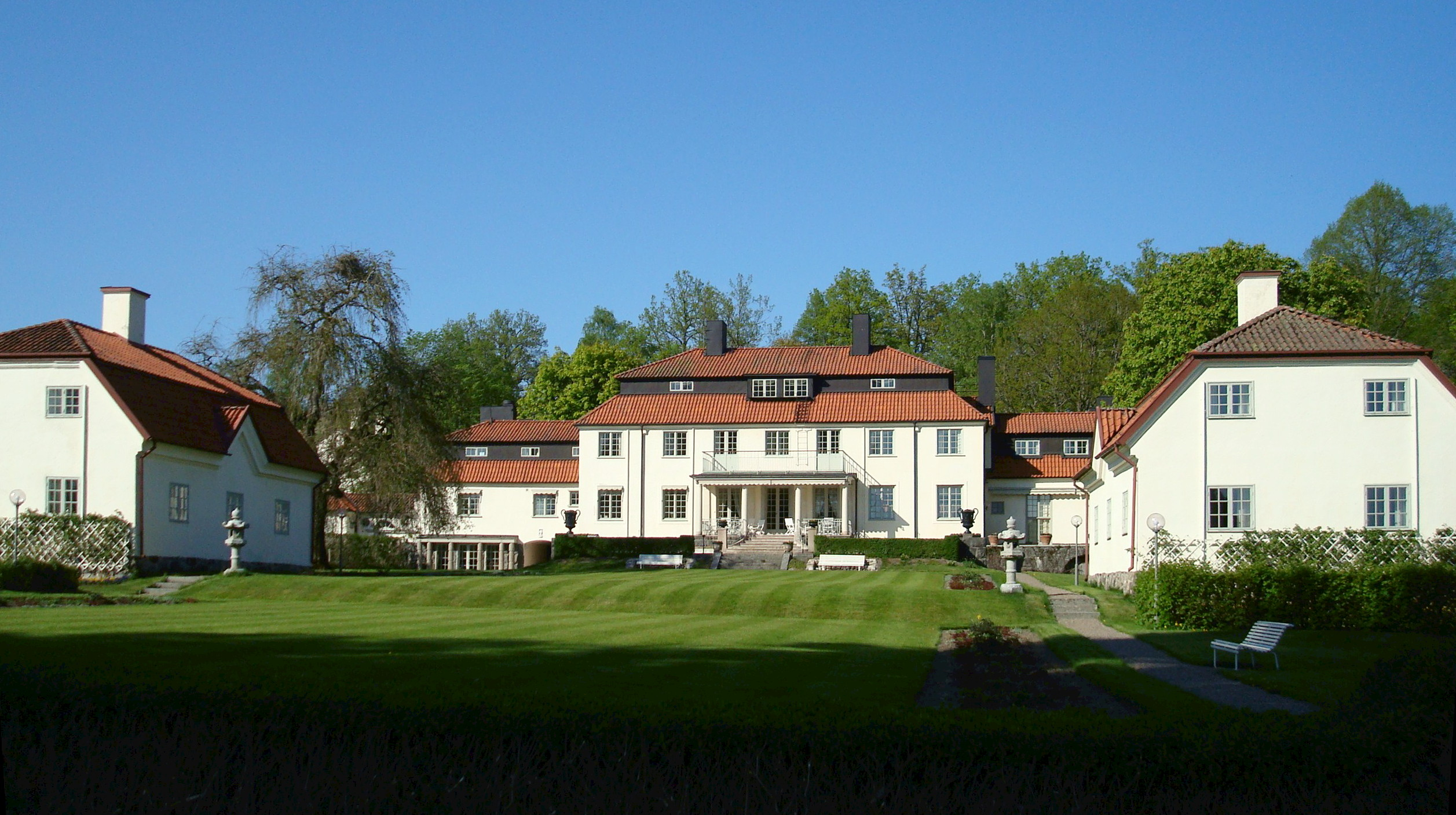
Harpsund i Flens kommun donerades 1953 till staten av industrimannen Carl August Wicander för att användas som statsministerns rekreationsbyggnad.
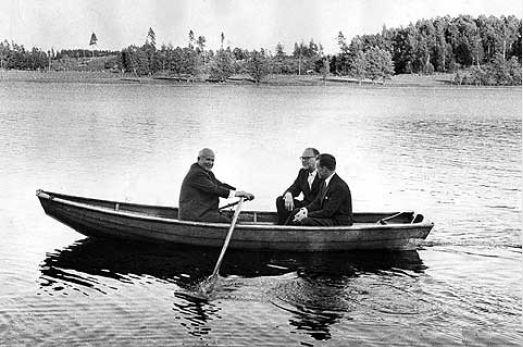
Den mest berömda roddturen vid Harpsund av dem alla. Nikita Chrusjtjov, Sovjets parti- och regeringschef tillsammans med Sveriges statsminister Tage Erlander samt en tolk, juni 1964.
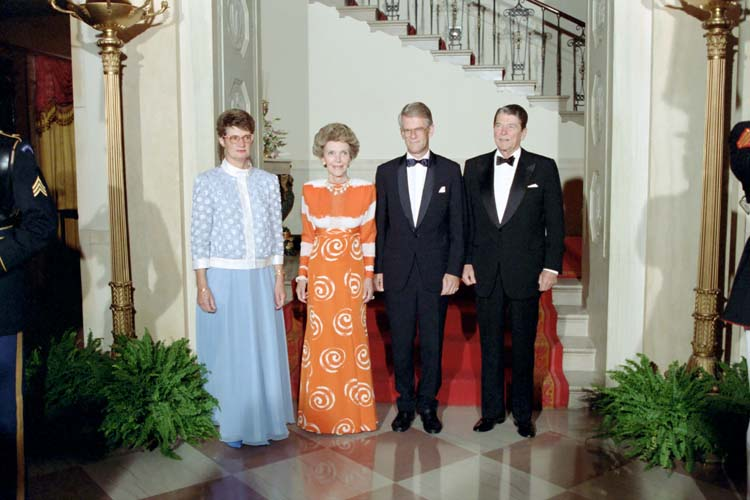
Statsminister Ingvar Carlsson och hustrun Ingrid tillsammans med USA:s president Ronald Reagan och hustrun Nancy vid inträdet till statsbanketten i Vita huset den 9 september 1987.

## Ämbetet

### Utse statsminister
Den demokratiska processen för att utse Sveriges statsminister regleras i regeringsformen, som är en av landets grundlagar.
- Talmannen lämnar ett förslag till riksdagen på en kandidat till statsminister. Detta efter att innan det ha haft samråd med företrädarna (ofta partiledarna) för partigrupperna i riksdagen, samt därefter ha diskuterat detta med vice talmännen.[5]
  - För att en person ska kunna utses till statsminister måste denne vara svensk medborgare och inte vara anställd eller ha förtroenderubbande uppdrag.[6]
- Riksdagen röstar om talmannens förslag till statsminister. Om mer än hälften av riksdagsledamöterna röstar nej till den som föreslagits, blir kandidaten inte statsminister.[7] Efter ett riksdagsval skall detta steg ske senast två veckor efter att den nyvalda riksdagen samlats.[8]
- Den tillträdande statsministern utser på egen hand vilka som ska bli statsråd, alltså medlemmar i den kommande regeringen. Den förordnade statsministern skall meddela riksdagen vilka de blivande statsråden är.[9] Respektive statsråd beskrivs då ofta samtidigt även som minister ansvarig för vissa politiska frågor eller chef för visst departement.[10]
- Under en regeringsskifteskonselj, som är ett sammanträde där statschefen är ordförande och förordnade statsminister och statsråd deltar, blir slutligen regeringen som helhet utsedd. Om inte statschefen kan genomföra konseljen, träder talmannen in i dennes ställe. Talmannen deltar också normalt i konseljen.[9]
- Talmannen utfärdar förordnande som statsminister på riksdagens vägnar.[9]

Regeringsskiftet sker vid konseljen på slottet, då statschefen konstaterar att regeringsskifte har ägt rum.
Stegen av händelser anges ovan i samma sekvens som de återfinns i regeringsformens lagtext. Dock har talmannen i praktiska händelseförlopp utfärdat förordnandet redan direkt efter att riksdagen godkänt statsminister genom omröstning.

### Entledigande
Statsministerns och statsrådens entledigande regleras i regeringsformen 6 kap. §§ 7–9.
- Om riksdagen förklarar att statsministern eller något annat statsråd inte har riksdagens förtroende, ska talmannen entlediga statsrådet. Om regeringen inom en vecka från misstroendeförklaringen beslutar om extra val till riksdagen ska något entledigande inte ske.[12]
- Talmannen entledigar statsministern om denne begär entledigande. Om statsministern entledigas eller dör ska talmannen entlediga de övriga statsråden. Statsministern och statsråden upprätthåller sina befattningar i en övergångsregering tills den nya regeringen tillträder.[13]
- En nyvald riksdag ska senast två veckor efter det att den samlats genom omröstning pröva frågan om statsministern har tillräckligt stöd i riksdagen. Om mer än hälften av riksdagens ledamöter röstar nej, ska statsministern entledigas.[8]

### Uppgifter
Statsministern har till främsta uppgift att leda regeringen och att utse dess statsråd. Statsministern har befogenhet att ensam tillsätta och avskeda statsråd och behöver inte riksdagens stöd för detta. Riksdagen kan dock när som helst välja att avsätta ett enskilt statsråd eller statsministern. Avsätts statsministern tvingas även hela regeringen avgå. Statsministern har också till uppgift att regelbundet hålla statschefen underrättad om rikets angelägenheter.

#### Enligt regeringsformen
- Statsministern ska hålla Statschefen underrättad om rikets angelägenheter, och statschefen ska konsultera statsministern före utlandsresa.[14]
- Regeringen består av statsministern och övriga statsråd. Statsministern tillsätter statsråden.[15] En tillträdande statsminister ska så snart som möjligt tillkännage sina tillträdande statsråd inför riksdagen.[9]
- Ett statsråd (inklusive statsminister) måste vara svensk medborgare och får inte ha uppdrag eller utöva verksamhet som kan rubba dennes förtroende.[6]
- Ett statsråd ska entledigas vid begäran till statsministern. Statsministern har rätt att entlediga statsråd efter eget tycke.[16] Om statsministern dör eller entledigas så entledigas samtliga statsråd av talmannen.[17]
- Statsministern kan bland statsråden utse en ställföreträdare som kan tillfälligt rycka in för statsministern vid förhinder.[18]
- För att biträda statsministern, statsråden och beredningen av regeringsärenden finns Regeringskansliet.[19]
- Regeringsärenden avgörs av regeringen vid regeringssammanträden.[20] Statsministern är sammankallande och ordförande vid regeringssammanträde och det krävs närvaro av minst 5 statsråd för beslutsförighet.[21]
  - Med undantag för vad som faller under "särskilda regeringsbeslut" enligt Lag (2014:341) om beslut i särskilda regeringsärenden som kan tas enrådigt av chefen för Försvarsdepartementet under statsministerns överinseende.[20]
- Statsministern utser bland statsråden departementschefer.[22] Normalt är departementschefer föredragande vid regeringssammanträden för ärenden tillhörande sitt departement, men statsministern kan förordna att ärenden ska föredras av annat statsråd än departementschef.[23]
- Författningar, propositioner och andra beslut ska för att äga giltighet skrivas under av statsministern eller annat statsråd "på regeringens vägnar".[22]
  - Genom förordning kan dock uppdras åt tjänsteman att skriva under handlingar "på regeringens vägnar".[24]
- Statsministern ska när riket befinner sig i krig, om möjligt, informeras att Krigsdelegationen trätt i riksdagens ställe.
  - Om Krigsdelegationens ledamöter hindras att mötas på grund av krigsförhållanden meddelas beslutet av regeringen.
  - Om riket befinner sig i krigsfara fattas beslut av statsministern i förening med sex av Utrikesnämndens ledamöter.[25]

#### Enligt riksdagsordningen
- Statsministern ska avge en regeringsförklaring vid riksmötets öppnade, om det inte finns särskilda skäl att avstå från detta.[26]
- Statsministern bestämmer om annan än ledamot av Utrikesnämnden (inklusive suppleant, statsråd eller tjänsteman) får äga tillträde till nämndens möten som sker bakom lyckta dörrar.[27]

#### Europeiska unionen
I egenskap av regeringschef företräder statsministern Sverige i Europeiska rådet, Europeiska unionens regelbundna toppmöten mellan unionens stats- eller regeringschefer.

### Arvode
Arvodet för statsministern och övriga statsråd fastställs årligen av statsrådsarvodesnämnden, som är ett organ under riksdagen. Från och med 1 juli 2023 uppgår statsministerns arvode 191 000 kronor per månad.

#### Tidigare belopp i urval
Beloppen omräknade till ungefärligt penningvärde år 2024 inom parentes.

- 1984: 24 000 SEK (70 000 SEK)
- 1994: 65 000 SEK (109 000 SEK)
- 1999: 88 000 SEK (142 000 SEK)
- 2004: 111 000 SEK (166 000 SEK)
- 2009: 135 000 SEK (188 000 SEK)
- 2014: 156 000 SEK (207 000 SEK)
- 2019: 176 000 SEK (219 000 SEK)
- 2024: 198 000 SEK (198 000 SEK)

### Residens
Sedan 1995 har Sveriges statsminister haft sitt officiella residens i Sagerska huset som ligger i centrala Stockholm. Ämbetsinnehavaren har även tillgång till herrgården Harpsund i Södermanland, vilken fungerar som rekreationsbostad sedan den donerades för detta ändamål till riksdagen 1953.

## Lista över Sveriges statsministrar
För statsministerämbetena före 1876, se Justitiestatsminister och Utrikesstatsminister.
I Sverige väljs statsministern av riksdagsledamöterna i en statsministeromröstning med negativ parlamentarism, det vill säga det räcker att färre än hälften av ledamöterna röstar emot statsministern, men i teorin behöver ingen rösta för.
En statsministerkandidat presenterar en sonderingsrapport till talmannen för att visa att det finns möjlighet att det blir färre än hälften röster emot. Den valde statsministern gör en regeringsförklaring och presenterar den nya regeringens statsråd inom ett par eller någon dag. Därefter hålls en skifteskonselj där regeringsbytet formellt genomförs tillsammans med statschefen. I statsministeromröstningen 24 november 2021 valdes Magdalena Andersson från Socialdemokraterna som första kvinna att bli statsminister i syfte att bilda regering med Miljöpartiet. Innan regeringsförklaringen och skifteskonseljen genomförts hoppade Miljöpartiet av regeringsbildningen. Magdalena Andersson valde att be talmannen om att entledigas från uppdraget eftersom förutsättningarna för omröstningen ändrats. Hon menade att eftersom en koalitionsregering skulle ha avgått om ett regeringsparti hoppat av borde det gälla även en statsminister som inte tillträtt. Hennes begäran om entledigande accepterades av talmannen.
|  | Statsminister             | Tillträdde        | Avgick             | Parti | Parti                         | Regering                              | Ref           |
|  | ------------------------- | ----------------- | ------------------ | ----- | ----------------------------- | ------------------------------------- | ------------- |
|  | Louis De Geer d.ä.        | 20 mars 1876      | 19 april 1880      |       | Partilös                      | De Geer d.ä. II                       | [ 31 ]        |
|  | Arvid Posse               | 19 april 1880     | 13 juni 1883       |       | Lantmannapartiet              | Posse                                 | [ 32 ]        |
|  | Carl Johan Thyselius      | 13 juni 1883      | 16 maj 1884        |       | Partilös                      | Thyselius                             | [ 33 ]        |
|  | Robert Themptander        | 16 maj 1884       | 6 februari 1888    |       | Partilös                      | Themptander                           | [ 34 ]        |
|  | Gillis Bildt              | 6 februari 1888   | 12 oktober 1889    |       | Partilös                      | G. Bildt                              | [ 35 ]        |
|  | Gustaf Åkerhielm          | 12 oktober 1889   | 10 juli 1891       |       | Protektionistiska partiet     | Åkerhielm                             | [ 36 ]        |
|  | Erik Gustaf Boström       | 10 juli 1891      | 12 september 1900  |       | Lantmannapartiet              | Boström I                             | [ 37 ]        |
|  | Fredrik von Otter         | 12 september 1900 | 5 juli 1902        |       | Partilös                      | von Otter                             | [ 38 ]        |
|  | Erik Gustaf Boström       | 5 juli 1902       | 13 april 1905      |       | Lantmannapartiet              | Boström II                            | [ 37 ] [ 38 ] |
|  | Johan Ramstedt            | 13 april 1905     | 2 augusti 1905     |       | Partilös                      | Ramstedt                              | [ 38 ]        |
|  | Christian Lundeberg       | 2 augusti 1905    | 7 november 1905    |       | Protektionistiska partiet     | Lundeberg                             | [ 38 ]        |
|  | Karl Staaff               | 7 november 1905   | 29 maj 1906        |       | Liberala samlingspartiet      | Staaff I                              | [ 38 ]        |
|  | Arvid Lindman             | 29 maj 1906       | 7 oktober 1911     |       | Lantmanna- och borgarepartiet | Lindman I                             | [ 38 ]        |
|  | Karl Staaff               | 7 oktober 1911    | 17 februari 1914   |       | Liberala samlingspartiet      | Staaff II                             | [ 38 ]        |
|  | Hjalmar Hammarskjöld      | 17 februari 1914  | 30 mars 1917       |       | Partilös                      | Hammarskjöld                          | [ 38 ]        |
|  | Carl Swartz               | 30 mars 1917      | 19 oktober 1917    |       | Nationella partiet            | Swartz                                | [ 38 ]        |
|  | Nils Edén                 | 19 oktober 1917   | 10 mars 1920       |       | Liberala samlingspartiet      | Edén                                  | [ 38 ]        |
|  | Hjalmar Branting          | 10 mars 1920      | 27 oktober 1920    |       | Socialdemokraterna            | Branting I                            | [ 38 ]        |
|  | Louis De Geer d.y.        | 27 oktober 1920   | 23 februari 1921   |       | Partilös                      | De Geer d.y.                          | [ 38 ]        |
|  | Oscar von Sydow           | 23 februari 1921  | 13 oktober 1921    |       | Partilös                      | von Sydow                             | [ 38 ]        |
|  | Hjalmar Branting          | 13 oktober 1921   | 19 april 1923      |       | Socialdemokraterna            | Branting II                           | [ 38 ]        |
|  | Ernst Trygger             | 19 april 1923     | 18 oktober 1924    |       | Nationella partiet            | Trygger                               | [ 38 ]        |
|  | Hjalmar Branting          | 18 oktober 1924   | 24 januari 1925    |       | Socialdemokraterna            | Branting III                          | [ 38 ]        |
|  | Rickard Sandler           | 24 januari 1925   | 7 juni 1926        |       | Socialdemokraterna            | Sandler                               | [ 38 ]        |
|  | Carl Gustaf Ekman         | 7 juni 1926       | 2 oktober 1928     |       | Frisinnade folkpartiet        | Ekman I                               | [ 38 ]        |
|  | Arvid Lindman             | 2 oktober 1928    | 7 juni 1930        |       | Lantmanna- och borgarepartiet | Lindman II                            | [ 38 ]        |
|  | Carl Gustaf Ekman         | 7 juni 1930       | 6 augusti 1932     |       | Frisinnade folkpartiet        | Ekman II                              | [ 38 ]        |
|  | Felix Hamrin              | 6 augusti 1932    | 24 september 1932  |       | Frisinnade folkpartiet        | Hamrin                                | [ 38 ]        |
|  | Per Albin Hansson         | 24 september 1932 | 19 juni 1936       |       | Socialdemokraterna            | Hansson I                             | [ 38 ]        |
|  | Axel Pehrsson i Bramstorp | 19 juni 1936      | 28 september 1936  |       | Bondeförbundet                | Pehrsson i Bramstorp                  | [ 38 ]        |
|  | Per Albin Hansson         | 28 september 1936 | 6 oktober 1946 †   |       | Socialdemokraterna            | Hansson II, Hansson III, Hansson IV   | [ 38 ]        |
|  | Östen Undén (tf.)         | 6 oktober 1946    | 11 oktober 1946    |       | Socialdemokraterna            | Hansson IV                            |               |
|  | Tage Erlander             | 11 oktober 1946   | 14 oktober 1969    |       | Socialdemokraterna            | Erlander I, Erlander II, Erlander III | [ 38 ]        |
|  | Olof Palme                | 14 oktober 1969   | 8 oktober 1976     |       | Socialdemokraterna            | Palme I                               | [ 38 ]        |
|  | Thorbjörn Fälldin         | 8 oktober 1976    | 18 oktober 1978    |       | Centerpartiet                 | Fälldin I                             | [ 38 ]        |
|  | Ola Ullsten               | 18 oktober 1978   | 12 oktober 1979    |       | Folkpartiet                   | Ullsten                               | [ 38 ]        |
|  | Thorbjörn Fälldin         | 12 oktober 1979   | 8 oktober 1982     |       | Centerpartiet                 | Fälldin II, Fälldin III               | [ 38 ]        |
|  | Olof Palme                | 8 oktober 1982    | 28 februari 1986 † |       | Socialdemokraterna            | Palme II                              | [ 38 ]        |
|  | Ingvar Carlsson           | 1 mars 1986       | 4 oktober 1991     |       | Socialdemokraterna            | Carlsson I, Carlsson II               | [ 38 ]        |
|  | Carl Bildt                | 4 oktober 1991    | 7 oktober 1994     |       | Moderaterna                   | C. Bildt                              | [ 38 ]        |
|  | Ingvar Carlsson           | 7 oktober 1994    | 22 mars 1996       |       | Socialdemokraterna            | Carlsson III                          | [ 38 ]        |
|  | Göran Persson             | 22 mars 1996      | 6 oktober 2006     |       | Socialdemokraterna            | Persson                               | [ 38 ]        |
|  | Fredrik Reinfeldt         | 6 oktober 2006    | 3 oktober 2014     |       | Moderaterna                   | Reinfeldt                             | [ 38 ]        |
|  | Stefan Löfven             | 3 oktober 2014    | 30 november 2021   |       | Socialdemokraterna            | Löfven I, Löfven II, Löfven III       | [ 39 ]        |
|  | Magdalena Andersson       | 30 november 2021  | 18 oktober 2022    |       | Socialdemokraterna            | Andersson                             | [ 40 ]        |
|  | Ulf Kristersson           | 18 oktober 2022   | nuvarande          |       | Moderaterna                   | Kristersson                           | [ 41 ]        |

† Avled på posten

### Statistik
| Namn                   | Födelse           | Ålder vid första tillträdet | Ämbetstid           | Ålder vid senaste frånträdet | Död               | Livslängd                        |
| ---------------------- | ----------------- | --------------------------- | ------------------- | ---------------------------- | ----------------- | -------------------------------- |
| Louis De Geer d.ä.     | 18 juli 1818      | 57 år och 246 dagar         | 4 år och 30 dagar   | 61 år och 276 dagar          | 24 september 1896 | 78 år och 68 dagar               |
| Arvid Posse            | 15 februari 1820  | 60 år och 64 dagar          | 3 år och 55 dagar   | 63 år och 118 dagar          | 24 april 1901     | 81 år och 68 dagar               |
| Carl Johan Thyselius   | 8 juni 1811       | 72 år och 5 dagar           | 0 år och 338 dagar  | 72 år och 343 dagar          | 11 januari 1891   | 79 år och 217 dagar              |
| Robert Themptander     | 14 februari 1844  | 40 år och 92 dagar          | 3 år och 266 dagar  | 43 år och 357 dagar          | 30 januari 1897   | 52 år och 351 dagar              |
| Gillis Bildt           | 16 oktober 1820   | 67 år och 113 dagar         | 1 år och 248 dagar  | 68 år och 361 dagar          | 24 oktober 1894   | 74 år och 8 dagar                |
| Gustaf Åkerhielm       | 24 juni 1833      | 56 år och 110 dagar         | 1 år och 271 dagar  | 58 år och 16 dagar           | 2 april 1900      | 66 år och 282 dagar              |
| Erik Gustaf Boström    | 11 februari 1842  | 49 år och 149 dagar         | 11 år och 347 dagar | 63 år och 61 dagar           | 21 februari 1907  | 65 år och 10 dagar               |
| Fredrik von Otter      | 11 april 1833     | 67 år och 154 dagar         | 1 år och 296 dagar  | 69 år och 85 dagar           | 9 mars 1910       | 76 år och 332 dagar              |
| Johan Ramstedt         | 7 november 1852   | 52 år och 157 dagar         | 0 år och 111 dagar  | 52 år och 268 dagar          | 15 mars 1935      | 82 år och 128 dagar              |
| Christian Lundeberg    | 14 juli 1842      | 63 år och 19 dagar          | 0 år och 97 dagar   | 63 år och 116 dagar          | 10 november 1911  | 69 år och 119 dagar              |
| Karl Staaff            | 21 januari 1860   | 45 år och 290 dagar         | 2 år och 306 dagar  | 54 år och 27 dagar           | 4 oktober 1915    | 55 år och 256 dagar              |
| Arvid Lindman          | 19 september 1862 | 43 år och 252 dagar         | 7 år och 13 dagar   | 67 år och 261 dagar          | 9 december 1936   | 74 år och 81 dagar               |
| Hjalmar Hammarskjöld   | 4 februari 1862   | 52 år och 13 dagar          | 3 år och 41 dagar   | 55 år och 54 dagar           | 12 oktober 1953   | 91 år och 250 dagar              |
| Carl Swartz            | 5 juni 1858       | 58 år och 298 dagar         | 0 år och 203 dagar  | 59 år och 136 dagar          | 6 november 1926   | 68 år och 154 dagar              |
| Nils Edén              | 25 augusti 1871   | 46 år och 55 dagar          | 2 år och 143 dagar  | 48 år och 198 dagar          | 16 juni 1945      | 73 år och 295 dagar              |
| Hjalmar Branting       | 23 november 1860  | 59 år och 108 dagar         | 2 år och 152 dagar  | 64 år och 62 dagar           | 24 februari 1925  | 64 år och 93 dagar               |
| Louis De Geer d.y.     | 27 november 1854  | 65 år och 335 dagar         | 0 år och 119 dagar  | 66 år och 88 dagar           | 25 februari 1935  | 80 år och 90 dagar               |
| Oscar von Sydow        | 12 juli 1873      | 47 år och 226 dagar         | 0 år och 232 dagar  | 48 år och 93 dagar           | 19 augusti 1936   | 63 år och 38 dagar               |
| Ernst Trygger          | 27 oktober 1857   | 65 år och 174 dagar         | 1 år och 182 dagar  | 66 år och 357 dagar          | 23 september 1943 | 85 år och 331 dagar              |
| Rickard Sandler        | 29 januari 1884   | 40 år och 361 dagar         | 1 år och 134 dagar  | 42 år och 129 dagar          | 12 november 1964  | 80 år och 288 dagar              |
| Carl Gustaf Ekman      | 6 oktober 1872    | 53 år och 244 dagar         | 4 år och 178 dagar  | 59 år och 305 dagar          | 15 juni 1945      | 72 år och 252 dagar              |
| Felix Hamrin           | 14 januari 1875   | 57 år och 205 dagar         | 0 år och 49 dagar   | 57 år och 254 dagar          | 27 november 1937  | 62 år och 317 dagar              |
| Per Albin Hansson      | 28 oktober 1885   | 46 år och 332 dagar         | 13 år och 276 dagar | 60 år och 343 dagar          | 6 oktober 1946    | 60 år och 343 dagar              |
| Axel Pehrson-Bramstorp | 19 augusti 1883   | 52 år och 305 dagar         | 0 år och 101 dagar  | 53 år och 40 dagar           | 19 februari 1954  | 70 år och 184 dagar              |
| Tage Erlander          | 13 juni 1901      | 45 år och 120 dagar         | 23 år och 3 dagar   | 68 år och 123 dagar          | 21 juni 1985      | 84 år och 8 dagar                |
| Olof Palme             | 30 januari 1927   | 42 år och 257 dagar         | 10 år och 137 dagar | 59 år och 29 dagar           | 28 februari 1986  | 59 år och 29 dagar               |
| Thorbjörn Fälldin      | 24 april 1926     | 50 år och 167 dagar         | 5 år och 6 dagar    | 56 år och 167 dagar          | 23 juli 2016      | 90 år och 90 dagar               |
| Ola Ullsten            | 23 juni 1931      | 47 år och 117 dagar         | 0 år och 359 dagar  | 48 år och 111 dagar          | 28 maj 2018       | 86 år och 339 dagar              |
| Ingvar Carlsson        | 9 november 1934   | 51 år och 112 dagar         | 7 år och 18 dagar   | 61 år och 134 dagar          | Lever ännu        | 90 år och 241 dagar (lever ännu) |
| Carl Bildt             | 15 juli 1949      | 42 år och 81 dagar          | 3 år och 3 dagar    | 45 år och 84 dagar           | Lever ännu        | 75 år och 358 dagar (lever ännu) |
| Göran Persson          | 20 januari 1949   | 47 år och 62 dagar          | 10 år och 198 dagar | 57 år och 259 dagar          | Lever ännu        | 76 år och 169 dagar (lever ännu) |
| Fredrik Reinfeldt      | 4 augusti 1965    | 41 år och 63 dagar          | 7 år och 362 dagar  | 49 år och 60 dagar           | Lever ännu        | 59 år och 338 dagar (lever ännu) |
| Stefan Löfven          | 21 juli 1957      | 57 år och 74 dagar          | 7 år och 58 dagar   | 64 år och 132 dagar          | Lever ännu        | 67 år och 352 dagar (lever ännu) |
| Magdalena Andersson    | 23 januari 1967   | 54 år och 311 dagar         | 0 år och 322 dagar  | 55 år och 268 dagar          | Lever ännu        | 58 år och 166 dagar (lever ännu) |
| Ulf Kristersson        | 29 december 1963  | 58 år och 293 dagar         | 2 år och 263 dagar  | Regerande statsminister      | Lever ännu        | 61 år och 191 dagar (lever ännu) |

### Tidigare statsministrar som återkommit som annat statsråd
Nedan följer en lista över tidigare statsministrar som har tjänstgjort som statsråd under en annan statsminister.
- Arvid Lindman, utrikesminister 1917 (statsminister 1906–1911, 1928–1930)
- Ernst Trygger, utrikesminister 1928–1930 (statsminister 1923–1924)
- Rickard Sandler, utrikesminister 1932–1936, 1936–1939 (statsminister 1925–1926)
- Axel Pehrsson-Bramstorp, jordbruksminister 1936–1945 (statsminister juni–september 1936)
- Ola Ullsten, utrikesminister 1979–1982 (statsminister 1978–1979)
- Carl Bildt, utrikesminister 2006–2014 (statsminister 1991–1994)